# Anatole chea
Anatole chea är en fjärilsart som beskrevs av William Chapman Hewitson 1863. Anatole chea ingår i släktet Anatole och familjen Riodinidae. Inga underarter finns listade i Catalogue of Life.